# Хандыга (аэропорт)
«Хандыга (Теплый ключ)» — региональный аэропорт в посёлке Тёплый Ключ.

## История
В 1942 году по трассе «Аляска—Сибирь» начинают строиться аэродромы для перегона военных самолётов. С осени 1942 года на 4-м километре от посёлка Хандыга начинается отсыпка взлётно-посадочной полосы, а летом в июне-июле 1943 года болото, трясина поглощают насыпь. В срочном порядке принимается решение построить аэродром на участке дороги «Якутск-Магадан» в Тёплом Ключе. Её расширяют, засыпают, укатывают. Аэродром был построен за три месяца, силами заключенных 450 человек, 200 лошадей, 50 машин. В 1943 году 1 ноября в посёлке Тёплый Ключ открывается взлётно-посадочная полоса, которая была одной из составляющих воздушной трассы «Аляска—Сибирь». Аэропорт расположен в 75 километрах к востоку от районного центра поселка Хандыга. С 1954 года аэропорт переходит на гражданское обслуживание. В 70-е годы начинается интенсивное строительство, строят двухэтажные дома, столовую, клуб «Авиатор», который открылся в 1974 году. Аэропорт принимал до 70 самолетов в день. В 2003 году была установлена новая светосигнальная система, позволившая принимать воздушные суда круглосуточно.

## Принимаемые типыВС
Ан-12, Ан-24, Ан-26, Ан-38, Ан-72, Ан-140, Як-40, Л-410 и др. типы ВС 3-4 классов, вертолёты всех типов.

## Показатели деятельности
| год        | 2014 | 2015 | 2016 | 2017 |
| пассажиров | 1367 | 890  | 1340 | 1889 |
| Источники: |      |      |      |      |